# Nikolaj Vladimirovič Dal'
Nikolaj Vladimirovič Dal' (in russo Николай Владимирович Даль?, traslitterazione anglosassone Nikolai Vladimirovich Dahl; Cherson, 1860 – Beirut, 1939) è stato un neurologo e psichiatra russo.
Dopo la laurea presso l'Università di Mosca nel 1887, si recò in Francia per specializzarsi presso il famoso dottor Jean-Martin Charcot, che stava sperimentando una terapia basata sull'ipnosi del paziente. Successivamente, Dahl ritornò a Mosca aprendo uno studio privato. Le sue specializzazioni erano nel campo della neurologia, della psichiatria e della psicologia. Era inoltre un appassionato musicofilo e un violoncellista amatoriale.
Dahl è famoso soprattutto in quanto medico di Sergej Rachmaninov. Il celebre compositore russo infatti subì una grave depressione a causa delle pessime critiche riservate alla sua Sinfonia n. 1 entrando in un blocco creativo. A partire dal gennaio del 1900, per più tre mesi, Dahl sottomise Rachmaninov ad un trattamento a base di ipnoterapia e psicoterapia. Grazie agli incontri quotidiani con il dottor Dahl con cui parlava anche molto di musica e all'aiuto di familiari e amici, Rachmaninov riuscì a guarire, dedicando poi a Dahl il suo Concerto per pianoforte e orchestra n. 2.
Fuggito dalla Russia nel 1925, Dahl morirà a Beirut nel 1939.